# سانگگمریونگ
سانگگمریونگ (به لاتین: Sanggamryong) یک منطقهٔ مسکونی در کره شمالی است.